# Пінакриптол зелений
Пінакрипто́л зеле́ний (1,3-діаміно-5-фенілфеназин хлорид, 1,3-діаміно-N-фенілфеназоній хлорид) — органічна сполука з хімічною формулою C18H15N4Cl, азиновий барвник, що застосовується як десенсибілізатор у фотографії. Ізомер феносафраніну.

## Фізичні та хімічні властивості
Блискучі, темно-зелені, майже чорні кристали чи темно-зелений порошок.
Пінакриптол зелений викликає зниження чутливості фотографічних емульсій до жовтого, помаранчевого та червоного діапазону видимого випромінювання у 100 разів, зеленого — у 100—200 разів. На відміну від багатьох інших десенсибілізаторів, наприклад, феносафраніну, він не дає помітного забарвлення фотографічних шарів.
Так само, як і інші десенсибілізувальні барвники, пінакриптол зелений та ізомерний до нього феносафранін, за додавання до складу проявника викликають сильне зниження повітряної вуалі. Для повного видалення такої вуалі потрібна концентрація десенсибілізатора порядку 1 частини на 500 000 частин проявної речовини, за умови, що в розчині немає йонів міді.

## Отримання
Одержують із 2-нітродифеніламіну. На першій стадії 2-нітродіфеніламін відновлюють до 2-амінодифеніламіну, який виділяють у вигляді хлоргідрату. На другій стадії з хлоргідрату 2-амінодифеніламіну та хлористого пікрилу отримують 2-(2',4',6'-тринітрофеніл)-амінодифеніламін. Потім 2-(2',4',6'-тринітрофеніл)-амінодифеніламін відновлюють до 1,3-діаміно-5-фенілфеназину і виділяють у вигляді хлориду.

## Застосування
Пінакриптол зелений можна застосовувати як у вигляді попередньої десенсибілізаційної ванни, так і введенням у проявник. Уводити в розчин з проявною речовиною можна тільки тоді, коли в ньому міститься не більше 1 г/л гідрохінону. Якщо пінакриптол зелений застосовують у вигляді додаткової ванни, то час подальшого проявлення необхідно збільшити на 15-25 %. Для пінакриптолу зеленого використовують розведення 1:1000 — 1:300 (для приготування запасних розчинів, кілька мілілітрів яких додають у проявник).
Існує рецепт проявника для панхроматичних кіноплівок, який зразу містить пінакриптол зелений — Kodak D-89, де він забезпечує можливість візуального контролю за перебігом проявляння за слабкого зеленого освітлення після однієї хвилини проявляння в повній темряві.
Як і інші десенсибілізатори, пінакриптол зелений можна використати для виготовлення прямопозитивних фотоматеріалів. Цьому сприяє ефект, який відкрив 1932 року Х. Люппо-Крамер: засвічений фотоматеріал, за подальшої обробки десенсибілізатором, експонування і звичайного проявлення дає позитивне зображення.